# Uścikowiec
Uścikowiec (prononciation : [uɕt͡ɕiˈkɔvjɛt͡s]) est un village polonais de la gmina d'Oborniki dans le powiat d'Oborniki de la voïvodie de Grande-Pologne dans le centre-ouest de la Pologne.
Il se situe à environ 4 kilomètres au nord-ouest d'Oborniki (siège de la gmina et du powiat), et à 32 kilomètres au nord de Poznań (capitale de la Grande-Pologne).

## Histoire
De 1975 à 1998, le village faisait partie du territoire de la voïvodie de Poznań.

Depuis 1999, Uścikowiec est situé dans la voïvodie de Grande-Pologne.
Le village possède une population de 140 habitants en 2009.